# Gurúè
Gurúè (fins 1975 Vila Junqueiro) és un municipi de Moçambic, situat a la província de Zambézia. En 2007 comptava amb una població de 145.466 habitants. És una de les principals plantacions de te del país i es troba a 300 km de l'oceà Índic i a 180 km de la frontera de Malawi.

## Història
Es diu que el nom Gurúè és el nom lomwe per designar al "porco do mato" (pècari), o el nom d'un cap tribal local. Gurúè fou fundada pels portuguesos en el segle xix com Vila Junqueiro i des de 1930 hi van desenvolupar la plantació de te. El 1932 s'hi van descobrir els ocells endèmics de la zona Apalis lynesi.
Fou elevada a la categoria de ciutat el 24 de febrer de 1971 i en 1998 fou elevada a municipi.